# Mór (vignoble)
Mór est une région viticole hongroise située dans le comitat de Fejér, autour de la ville de Mór.